# Patrick Köllner

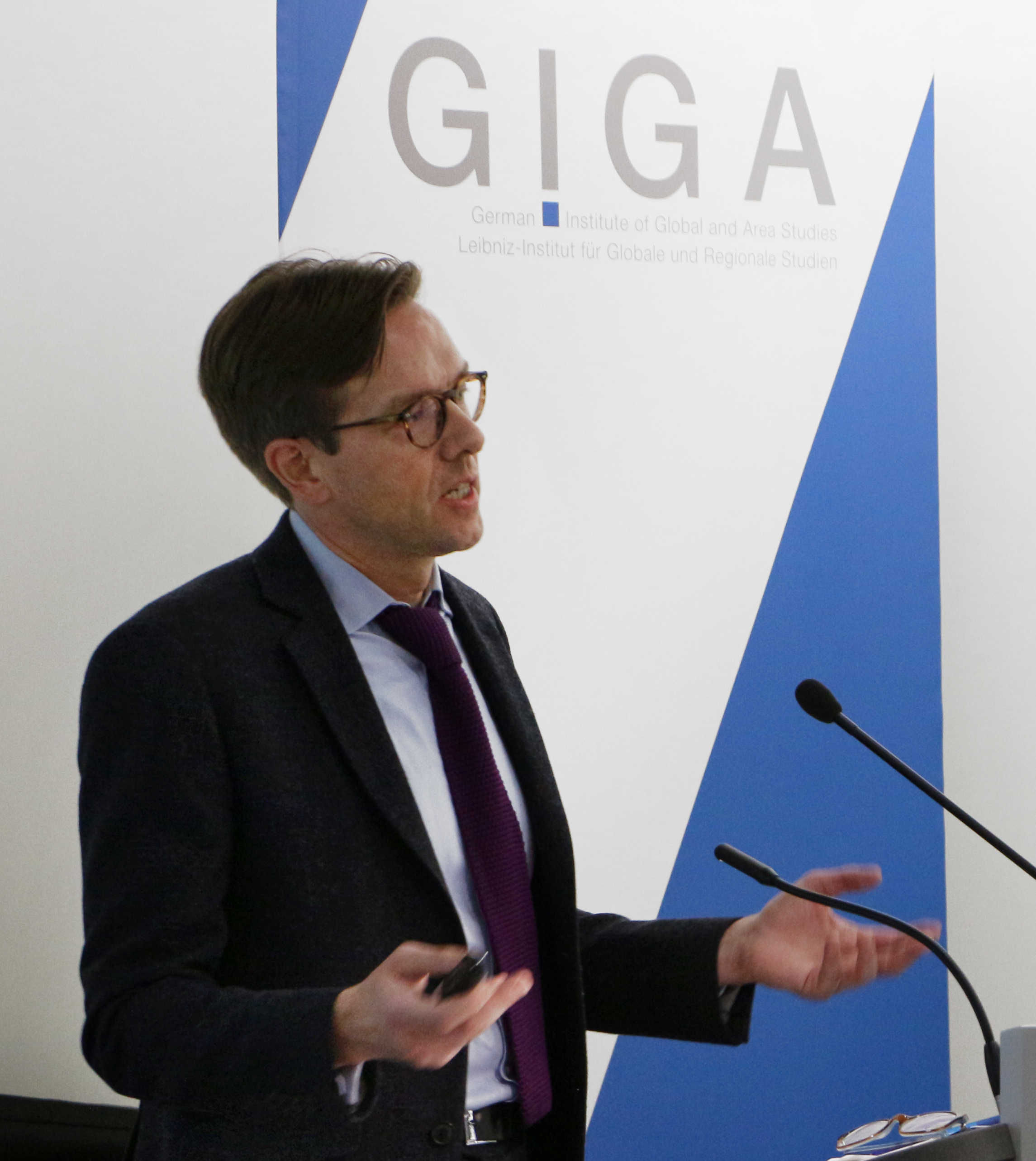
Patrick Köllner bei der Hamburger Nacht des Wissens 2017

Patrick Köllner (* 10. März 1968 in Hamburg) ist ein deutscher Politikwissenschaftler.
Patrick Köllner studierte von 1988 bis 1993 Verwaltungswissenschaft an der Universität Konstanz. 1991/1992 folgte ein Aufbaustudium zum gegenwärtigen Japan an der University of Essex. Von 1993 bis 1997 folgte ein Promotionsstudium Politikwissenschaft an der Humboldt-Universität zu Berlin (HU). 1998 promovierte er bei Michael Kreile an der HU Berlin über Südkoreas technologische Abhängigkeit von Japan. 2005 erfolgte die Habilitation an Universität Trier. Von 1996 bis war er 2007 Wissenschaftlicher Referent am GIGA German Institute of Global and Area Studies, zuständig für Politik Japans sowie Politik und Wirtschaft auf der koreanischen Halbinsel. Köllner ist seit 2005 Vorsitzender der Stiftung Hamburger Stiftung Asien-Brücke. Von 2007 bis 2011 war er kommissarischer Direktor des GIGA Instituts für Asien-Studien. Seit Juli 2011 ist er Direktor und seit 2017 Vizepräsident des GIGA Instituts für Asien-Studien.
Köllner ist Experte für Fragen zur politischen Entwicklung in Korea. Er forscht zur japanischen Innenpolitik, zu autoritären Regimen im internationalen Vergleich und publizierte zu Parteien und Wahlen in Japan und Südkorea. Er ist Mitglied u. a. in American Political Science Association (APSA), Association of Asian Studies, in Association for Korean Studies in Europe (AKSE), in British Association for Japanese Studies (BAJS), in British Association for Korean Studies (BAKS) und in der Deutschen Vereinigung für Politikwissenschaft.

## Schriften
- Die Organisation japanischer Parteien. Entstehung, Wandel und Auswirkungen formaler und informeller Institutionen (= Mitteilungen des Instituts für Asienkunde. Bd. 390). IFA, Hamburg 2006, ISBN 3-88910-320-0.
- Südkoreas technologische Abhängigkeit von Japan. Entstehung, Verlauf und Gegenstrategien (= Mitteilungen des Instituts für Asienkunde, Hamburg. Bd. 293). Institut für Asienkunde, Hamburg 1998, ISBN 3-88910-201-8.